# Piperia unalascensis
Piperia unalaschensis es una especie de orquídea con hábito terrestre  nativa de gran parte del oeste de Norteamérica desde Alaska hasta el suroeste de Estados Unidos, así como la parte oriental de Canadá y los Grandes Lagos. Se puede encontrar en el bosque, arbolado y matorral, a menudo en zonas secas. 

## Descripción
Esta orquídea crece erecta hasta unos 70 centímetros de altura máxima. Las hojas basales son de hasta 15 centímetros de largo por 4 de ancho. Las hojas superiores del tallo se ha reducido mucho. La parte superior del vástago es una inflorescencia delgada en forma de espiga con  flores verdes  translúcidas ampliamente espaciadas. Las flores son fragantes en las noches, con un  olor a almizcle, jabón, o miel. La planta es variable en tamaño, grosor del tallo, la densidad de la inflorescencia, la forma de los pétalos y el aroma. Las plantas que se encuentran en las sierras costeras y el noroeste del Pacífico son más robustas y tienen sépalos y pétalos más amplios que las formas del interior y de la montaña.

## Taxonomía
El género fue descrito por (Spreng.) Rydb. y publicado en Bulletin of the Torrey Botanical Club 28(5): 270. 1901.
Etimología
Piperia: nombre genérico en honor del botánico estadounidense Charles Vancouver Piper.
unalaschensis: etimología
Sinonimia
- Spiranthes unalascensis Spreng. (1826) (Basionymum)
- Habenaria schischmareffiana Cham. (1828)
- Platanthera schischmareffiana (Cham.) Lindl. (1835)
- Herminium unalascense (Spreng.) Rchb.f. (1851)
- Platanthera foetida Geyer ex Hook. (1855)
- Habenaria foetida (Geyer ex Hook.) S. Watson (1871)
- Habenaria unalaschensis (Spreng.) S. Watson (1877)
- Platanthera unalascensis (Spreng.) Kurtz (1894)
- Monorchis unalaschcensis (Spreng.) O. Schwarz (1949)[4][5]